# Jomfrurejse
En jomfrurejse er betegnelsen for den første tur for et transportmiddel såsom et skib, fly eller et tog. Forud for den første egentlige rejse ligger en række omfattende tests og undersøgelser, der skal bestemme, hvorvidt fartøjet er sødygtigt. Det er dog først på jomfrurejsen at den største test står, da fartøjet på det tidspunkt typisk er fuldt booket eller skal sejle en lang strækning.
Et fartøj skal ofte overholde en lang række krav, inden dette får lov til at tage sin jomfrurejse. Det er blandt andet afgjort af søloven for skibe i Danmark.

## Historiske jomfrurejser
Følgende jomfrurejser er gået over i historien, idet skibene sank på jomfrurejsen:
- Regalskeppet Vasa, der sank i 1628 er det eneste bevarede skib i verden fra det 17. århundrede.
- RMS Titanic, der der sank i 1912, regnes for verdens mest kendte skib.
- M/S Hans Hedtoft, der sank i 1959, var et dansk synkefrit skib.